# یادآوری سالانه
یادآوری سالانه مجموعه ای از ورودی‌بندان‌ها بود که توسط سازمان‌های حمایت از ال‌جی‌بی‌تی‌ها سازماندهی شده بود. این مراسم از سال ۱۹۶۵ تا سال ۱۹۶۹ به صورت سالانه برگزار می‌شد. این مراسم هر سال در ۴ ژوئیه در تالار استقلال در شهر فیلادلفیا برگزار می‌شد و از اولین تظاهرات‌های دگرباشان جنسی در ایالات متحده بود. این رویدادها برای آگاهی و یادآوری مردم آمریکا طراحی شده بود که بدانند افراد دگرباش جنسی از حمایت‌های اساسی حقوق مدنی برخوردار نیستند.
یادآوری‌ها هر ساله از سال ۱۹۶۵ تا سال ۱۹۶۹ برگزار می‌شد، بلافاصله پس از شورش‌های استون‌وال در ۲۸ ژوئن، این روز نقطه آغازین جنبش آزادی‌خواهی همجنسگرایان در نظر گرفته شد. سازمان دهندگان یادآوری سالانه تصمیم گرفتند که در این مرحله اقدامات آماده‌سازی برای ۴ ژوئیه را متوقف کنند، و تمرکز خود را به سازماندهی برای تظاهرات روز آزادی در خیابان کریستوفر، که در ۲۸ ژوئن ۱۹۷۰ به مناسبت سالگرد شورش‌های استون‌وال برگزار می‌شد، بگذارند. این اولین رژه افتخار دگرباشان شد.

## ریشه

جک نیکلاوس (سمت چپ) در اولین یادآوری سالانه تالار استقلال را برای برگزاری این رویداد در ۴ ژوئیه ۱۹۶۵ انتخاب کرد.

کریگ رودول، فعال حقوق همجنسگرایان، این واقعه را به دنبال یک اعتراض در مقابل کاخ سفید در ۱۷ آوریل ۱۹۶۵، که توسط اعضای شهر نیویورک و واشینگتن دی سی به همراه بخش‌هایی از انجمن ماتاچین، ژانوس، فیلادلفیا و دختران بیلیس برنامه‌ریزی شده بود را پایه‌ریزی کرد. این گروه‌ها با نام جمعی سازمان‌های همدلی ساحل شرقی (ECHO) فعالیت می‌کردند.نام این رویداد برای یادآوری مردم آمریکا انتخاب شد که بدانند تعداد قابل توجهی از شهروندان آمریکایی از حقوق «زندگی، آزادی و خوشبختی» که در اعلامیه استقلال ایالات متحده آمده‌است محروم بودند. انجمن ایچو (ECHO)که از ایده رودول هیجان زده شده بودند، دو ماه بعد اولین یادآور را با شرکت ۳۹ نفر از جمله فعالان با سابقه ای مانند فرانک کامنی ،باربارا گیتینگس و کی توبین برگزار کرد. کامنی اصرار داشت که یک دستورالعمل پوشش سخت برای شرکت کنندگان، از جمله کت و کراوات اجرا شود، هدف کامنی این بود که همجنسگرایان را به عنوان «قابل نمایش» و «قابل استخدام» معرفی کند. تجمع کنندگان تابلوهایی با شعارهایی مانند «منشور حقوق همجنسگرایان» و «۱۵ میلیون آمریکایی همجنس‌گرا برابری، فرصت و کرامت می‌خواهند.» را حمل می‌کردند. این تجمع از ساعت ۳:۳۰ تا ساعت ۵ عصر ادامه داشت. با این حال پوشش مطبوعاتی این رویداد ناچیز بود، اگرچه مجله کانفیدنشال(Confidential) در شماره اکتبر ۱۹۶۵ با نام «همجنسگرایان در مارس» توضیحاتی دربارهٔ رویداد یادآور و سایر اهانت‌های همجنسگرایانه ارائه کرد.

## آخرین یادآور
یادآوری سالانه تا ۴ ژوئیه ۱۹۶۹ ادامه داشت. آخرین یادآور در کمتر از یک هفته پس از ناآرامی‌های ۲۸ ژوئن استون‌وال، که در آن حامیان بار استون‌وال، یک بار همجنسگرایان در دهکده گرینیچ، علیه پلیس که به بار حمله کرده بود، جنگیدند، انجام شد. رودول چندین تماس تلفنی دریافت کرد که وی و دیگر شرکت کنندگان در نیویورک را تهدید کردند، اما وی توانست از پلیس بخواهد که اتوبوس آن‌ها را تا فیلادلفیا محافظت کند.در این رویداد حدود ۴۵ نفر از جمله معاون شهردار فیلادلفیا و همسرش شرکت کردند. دستورالعمل پوشش هنوز در یادآوری اعمال می‌شد، اما دو زن از اهالی نیویورک این قانون را نادیده گرفته و دست‌های یکدیگر را گرفتند. وقتی کامنی تلاش کرد آنها را از هم جدا کند، رودول با عصبانیت او را محکوم کرد و از او خواست در مقابل اصحاب مطبوعات چشم پوشی کند. به‌طور مشابه با شورش‌های استون‌وال، بیشتر روزنامه‌های مهم فیلادلفیا یادآوری سالانه را پوشش ندادند. فقط درامر دور (The Distant Drummer)، فیلادلفیا تریبون و مطبوعات آزاد (Temple Free Press) این رویداد را پوشش داند.
به دنبال یادآوری سالانه در ۱۹۶۹، به ویژه در میان شرکت کنندگان جوان تر و رادیکال تر، این حس وجود داشت که زمان تجمع خاموش سپری شده‌است. همان‌طور که فرانک کامنی اظهار داشت، «تجمع به این ترتیب سؤال برانگیز شده بود. اختلافات و نارضایتی‌ها در جامعه شکل‌های جدید و تأکید بیشتری به خود گرفته بود.» در اجلاس ۱ تا ۲ نوامبر ۱۹۶۹ در کنفرانس منطقه شرق سازمان‌های همجنسگرا (جانشین ECHO)، آلن برودی از اتحادیه دانشجویی همجنسگرایان نیویورک، پیشنهاد کریگ رودول را مبنی بر یک تظاهرات بزرگداشت جدید ارائه کرد. در این کنفرانس قطعنامه ای توسط رودول، شریک زندگی او فرد سرژانت، آلن برودی و لیندا رودز برای انتقال تظاهرات از ۴ ژوئیه در فیلادلفیا به تعطیلات آخر هفته در پایان ماه ژوئن در شهر نیویورک تهیه شد و همچنین به «سازمان‌های دیگر در سراسر کشور … پیشنهاد (برگزاری) تظاهرات موازی در آن روز برای بزرگداشت شورش‌های استون وال داده شد.» این رویداد تازه واقع در شهر نیویورک به عنوان روز آزادی خیابان کریستوفر معروف شد.

## بزرگداشت

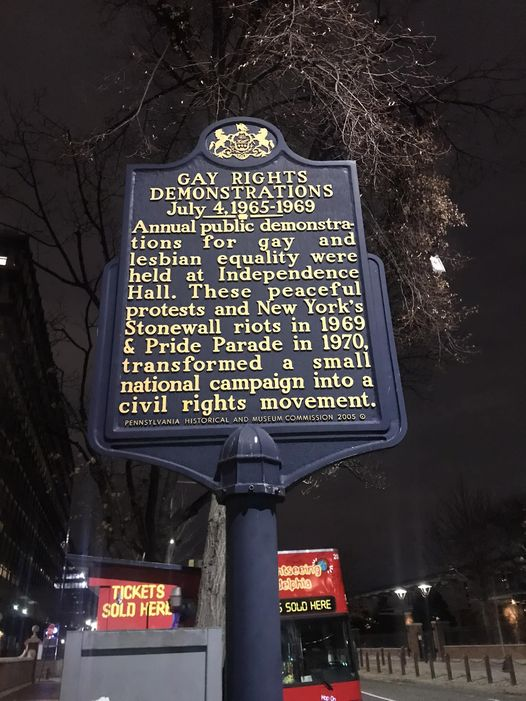
نشانگر یادآور سالانه

یاد رویدادهای یادآورهای سالانه در سال ۲۰۰۵ با قرار دادن یک نشانگر تاریخی در ایالت پنسیلوانیا توسط کمیسیون تاریخی موزه پنسیلوانیا در خیابان‌های ششم و شاه بلوط گرامی داشته شد. در تاریخ ۴ ژوئیه ۲۰۱۵، اولین یادآوری سالانه به عنوان بخشی از جشن ۵۰ سالگی رژه افتخار بازآفرینی شد.

## در فیلم
فیلم استون وال ۱۹۹۵، اوایل تابستان ۱۹۶۹ و پیش از شورش‌های استون‌وال در ۲۸ ژوئن را به تصویر می‌کشد.

## یادداشت
1. ↑  Loughery (1998), p.  270.
2. ↑  Campbell (2007), p.  xviii.
3. ↑  Duberman (1993), p.  113.
4. ↑  Loughery (1998), p.  271.
5. ↑  Tobin & Wicker (1972), p.  69.
6. ↑  Rutledge (1992), pp.  1–2.
7. ↑  Duberman (1993).
8. ↑  Eisenbach (2006).
9. ↑  Bianco (1999).
10. ↑  Duberman (1993).
11. ↑  Tobin & Wicker (1972).
12. ↑  Sargeant, Fred (1969). "Interview". New Symposium II. Archived from the original on June 14, 2010. Retrieved May 8, 2010 – via David Carter.
13. ↑  Teal (1971).
14. ↑  Marotta (1981).
15. ↑  Duberman (1993).
16. ↑  Carter (2004).
17. ↑  Eisenbach (2006).
18. ↑  Martinac, Paula. "Annual Reminder Marker". National Trust for Historic Preservation. Archived from the original on August 1, 2011. Retrieved April 3, 2017.
19. ↑  Philly celebrates LGBT milestone with anniversary ceremony, block party